# Элекон
Элекон (фирменное наименование согласно уставу — АО «Завод Элекон») — советское и российское предприятие, действующее в Ново-Савиновском районе Казани.

## История

### 1939—1949
Приказом Наркома авиационной промышленности СССР № 64 от 25 марта 1939 года на базе калориферного производства был создан Казанский завод теплообменных приборов (ТОП), который производил отопительные приборы для цехов построенного рядом комплекса казанских авиазаводов и для жилья рабочих.
Производственная площадь организованного завода составляла тогда 1556 м². На нём трудилось 170 человек. Директором завода был назначен Владимир Петрович Голованов.
Вскоре Наркоматом утверждается проект расширения производства и строительства нового заводского корпуса площадью 5000 м². Уже к концу 1940 года объём выпуска продукции увеличился в 2,5 раза.
В годы Великой Отечественной войны многие заводские рабочие были призваны на фронт. На заводе развернулось производство военной продукции: радиаторов для танков и автомашин, тары для патронов, колец для ручных гранат, беспламенных горелок для обогрева моторов самолётов и танков, а также другие виды продукции. В эти годы заводом руководил Хасан Гагудзович Датиев. Объём выпускаемой продукции в этот период увеличился в 3,5 раза.
Также на предприятии была организована специальная лаборатория по изготовлению светосостава постоянного действия для навигационных приборов самолётов, танков и кораблей. Разработка и изготовление светомассы велась под руководством академиков В. Г. Хлопина и С. И. Вавилова.
В послевоенные годы завод начал выпуск продукции, необходимой для восстановления народного хозяйства: строительные леса, тачки, запчасти сельхозтехники, металлические бочки для горючего, калориферы и другие изделия. В этот период его вновь возглавил вернувшийся с фронта В. П. Голованов.

### 1950—1958
17 июля 1950 года было принято решение о перепрофилировании завода на выпуск новых изделий — электрических соединителей. Директором предприятия назначается Иван Николаевич Максимов.
На Заводе № 371 МАП, как он тогда именовался, создавалась материально-техническая база для массового производства штепсельных разъёмов. Здесь были организованы литейное, пластмассовое, механическое производства. Завод стал основателем отрасли соединителей в СССР, и их крупнейшим производителем. Для разработки новых типов разъёмов на территории завода действовало Казанское конструкторское бюро штепсельных разъёмов (ККБШР), впоследствии Казанский научно-исследовательский институт цилиндрических соединителей (КНИИЦС).
Поскольку предприятие не могло в полной мере обеспечить растущие потребности народного хозяйства СССР в соединителях, при шефской помощи его руководства, и при участии специалистов, в течение 20 последующих лет в стране были организованы новые заводы — Харьковский, Черкесский, Джалал-Абадский, Изобильненский и другие, начавшие производство разработанных казанским заводом разъёмов. В Татарской АССР был создан Уруссинский филиал завода (впоследствии завод «Электросоединитель») для производства высокогерметичных разъёмов на основе спая стекла с металлом.
В 1954 году было принято постановление Совета Министров СССР об организации на заводе опытно-конструкторского бюро (ОКБ а/я 295) по разработке радиоэлектронной аппаратуры. Его возглавил инженер-конструктор Лутфулла Валиевич Гизатдинов.

### 1959—1982
В 1959 году заводу правительством СССР было поручено освоение телеметрической и дальномерной аппаратуры для ракетно-космической техники: проекты «Рубин» и «Алмаз». Для технического сопровождения производства, модернизации и модификации аппаратуры на заводе был создан радиотехнический отдел (РТО).
Казанский завод был одним из предприятий, участвующих в подготовке первых запусков советских пилотируемых космических кораблей. Например, для корабля «Восток-1» был изготовлен радиоаппарат «Рубин-В». Предприятие стало поставщиком для космической отрасли, регулярно выпуская приборы телеметрии, контроля траектории и орбиты. За успешное выполнение этой задачи завод награждён орденом Трудового Красного Знамени, а большая группа работников предприятия — орденами и медалями СССР. В честь лётчика-космонавта Юрия Гагарина была названа улица, проходящая рядом с заводом.

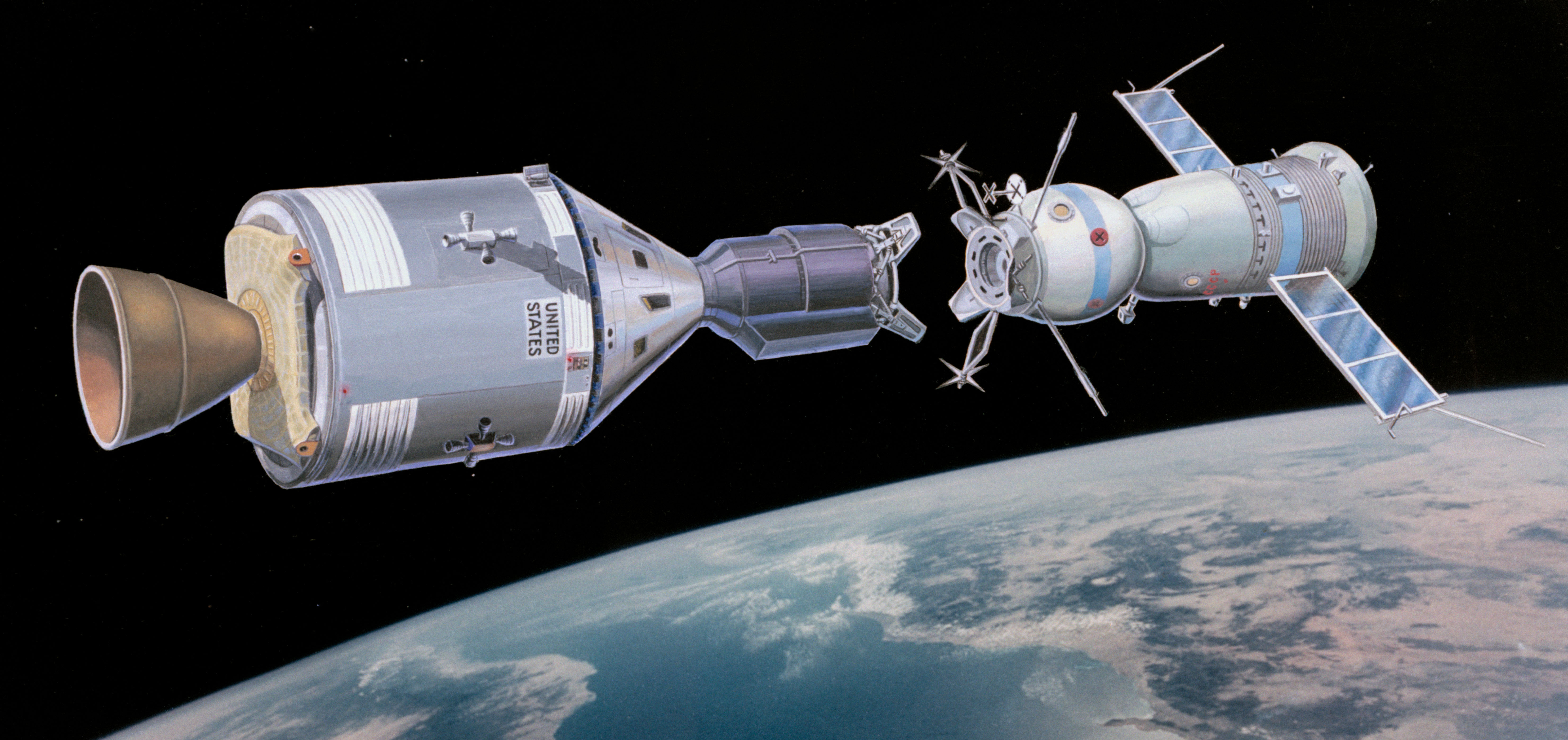
Корабли «Аполлон» (слева) и «Союз-19» (справа). Реконструкция. Перед стыковкой космических кораблей. Аппаратно-техническое обеспечение изготовлено на Казанском заводе радиокомпонентов, которым руководил Гизатдинов Л. В.

В начале 1960-х годов на предприятии было организовано новое, второе производство по изготовлению радиотехнической аппаратуры — систем опознавания, бортовых и наземных радиомаяков для авиации.
В 1960 году завод также начал производство бытовой аппаратуры. Силами РТО были разработаны, а заводом освоены первые в стране усилители для городского транспорта УТ-1 и компактные диктофоны «Электроника».
С 1962 по 1982 годы директором предприятия был Заслуженный машиностроитель РСФСР Герой Социалистического Труда Л. В. Гизатдинов.
В 1966 году приказом № 477 от 22 апреля завод переименован в Казанский завод штепсельных разъёмов (КЗШР), а в 1967 году приказом по ведомству № 355 от 16 июня 1967 года КЗШР переименован в Казанский завод радиокомпонентов Министерства электронной промышленности СССР.
В 1968 году заводу было предписано в короткие сроки освоить производство комплекса аппаратуры для стыковки лунного орбитального и посадочного модулей для планируемого полёта на Луну. Завод выполнил свои обязательства.

### 1982—1996
В 1982 году предприятие получило название Производственное объединение «Элекон» (от слов «электрические контакторы»). Оно являлось головным предприятием электронной промышленности СССР в области производства электрических соединителей, применявшихся в военной, авиационно-космической и гражданской технике.
Кроме того, «Элекон» выпускал персональные ЭВМ (БК), стереопроигрыватели высшего класса «Электроника Д1-012», несколько типов персональных вычислительных комплексов[уточнить].
С 1986 года директором предприятием назначается специалист по лазерной технике, доктор технических наук, академик Александр Иванович Ларюшин.
В период перестройки и реформирования народного хозяйства предприятие столкнулось с серьёзными финансово-экономическими трудностями, вызванными конверсией, сокращением госзаказа. С 1989 года завод осваивает новые направления производства: лазерная медицинская техника, машиностроение, светотехника, трубопроводная арматура, масштабные (сувенирные) модели автомобилей.

### Современная история
В 1997 году на НПО «Элекон» были применены меры по финансовому оздоровлению предприятия, погашению задолженностей, перепрофилированию ряда производств. Главой предприятия стал Николай Александрович Колесов.
В 1999 году государственное предприятие «Завод Элекон» научно-производственного объединения «Элекон» и его дочернее государственное предприятие «Элекон-Квалитет» были приватизированы и преобразованы в акционерное общество. Оно получило название ОАО «Завод Элекон».
В последующие годы было расширено производство по соединителям, светотехнике, запорной арматуре, освоено производство новой продукции — оптических прицелов, театральных биноклей, новых типов светильников. Также были отремонтированы заводские здания и сооружения.
Приказом по Российскому агентству систем управления (РАСУ) № 110 от 11 июля 2002 года ОАО «Завод Элекон» были присвоены функции Бюро применения цилиндрических соединителей (БПЦС). Предприятие восстанавливает производство изделий для комплектования боевой и космической техники. Выполняя постановления Правительства РФ, в начале 2000-х годов оно проводит более 40 научно-исследовательских опытно-конструкторских работ по созданию новых изделий, которые полностью обеспечивают электрическими соединителями ракетные комплексы «Тополь-М», «Булава» и другие.
После того как Н. А. Колесов был назначен губернатором Амурской области, директором предприятия в 2007 году стала его дочь, депутат Государственного Совета РТ, Анастасия Николаевна Колесова.
В 2010 году советом директоров АО «Завод Элекон» был избран новый генеральный директор Николай Николаевич Ураев, ранее занимавший должность первого заместителя генерального директора — коммерческого директора предприятия.
В сентябре 2011 года стало известно о споре между «ЗИЛ АйПи» и «Элекон». Компания «ЗИЛ АйПи» подала в суд с требованием прекратить использовать его товарный знак и компенсировать убытки в сумме 1,5 млн руб.
В марте 2016 года стало известно о покупке АО «Завод Элекон» 25 % плюс одну акцию компании «Октябрь».
В 2018 году, после того как Н. Н. Ураев оставил пост генерального директора, завод возглавил сын Н. А. Колесова, президент компании «КАН-Авто», Александр Николаевич Колесов.
В мае 2021 года стало известно, что АО «Завод Элекон» увеличил выручку на 9 % до 6,5 млрд рублей.

## Продукция
Основной продукцией предприятия являются соединители. Телеметрические приборы и разъёмы, выпускаемые АО «Завод Элекон», широко применяются во всех видах военной и гражданской техники и многих отраслях промышленности, ракетах-носителях: «Союз», «Протон», «Зенит»; межконтинентальных баллистических ракет: СС-19, СС-20, «Тополь-М» и их стартовых установках; кораблях-спутниках: «Восток», «Восход», «Союз», «Космос», «Молния», «Экран», «Радуга» и других; орбитальных станциях: «Салют», «Мир», МКС; межпланетных станциях: «Луна», «Марс», «Венера»; военных и гражданских самолётах, вертолётах, кораблях и подводных лодках, танках, радиолокаторах, системах спутниковой связи и навигации, телемеханики и автоматики, телевидении и электротехнике, атомных и тепловых электростанциях, железнодорожной технике, автомобилях. Экспорт продукции осуществляется в десятки стран мира.
Кроме того, на предприятии выпускаются товары широкого потребления: светильники, сувенирные грузовики и другие.

## Санкции
25 Ноября 2020 года «Завод Элекон» был внесен в санкционный список США по закону о нераспространении оружия массового уничтожения в отношении Ирана, Северной Кореи и Сирии
16 декабря 2022 года был внесен в санкционный список Евросоюза .
24 февраля 2023 года предприятие внесено в санкционный список Великобритании так как завод предоставляет товары или технологии, которые могут способствовать дестабилизации Украины.
19 мая 2023 года завод внесён в санкционный список Канады против предприятий, которые предоставляют военные технологии вооруженным силам России. 23 февраля 2024 года внесён в блокирующий санкционный список США.
По аналогичным основаниям завод находится под санкциями Украины и Швейцарии